# Ројал еркрафт фактори S.E.5
РАФ S.E.5 (енгл. RAF S.E.5) је ловачки авион направљен у Уједињеном Краљевству. Авион је први пут полетео 1917. године. 

S.E.5 је један од најбољих и најпознатијих британских ловаца Првог светског рата. Израђено је укупно око 5205 авиона.
Највећа брзина у хоризонталном лету је износила 225 km/h. Размах крила је био 8,11 метара а дужина 6,37 метара. Маса празног авиона је износила 694 килограма, а нормална полетна маса 929 kg. Био је наоружан са једним синхронизованим митраљезом Викерс калибра 7,7 mm и једним Луис постављеним на средњем делу горњег крила. Могао је да понесе и до четири бомбе масе 18,6 kg.

## Наоружање
| Наоружање авиона: Ројал еркрафт фактори |                   |
| Ватрено (стрељачко) наоружање           |                   |
| Топ                                     |                   |
| Митраљез                                |                   |
| Број и ознака митраљеза                 | 1 Викерс + 1 Луис |
| Калибар                                 | 7,7               |
| Бомбардерско наоружање (бомбе)          |                   |
| Класичне авио бомбе                     | 4                 |
| Укупна маса                             | 18,6              |
| Ракетно наоружање (ракете)              |                   |